# Historiografía sindical
La historiografía sindical es un amplio campo de trabajo dedicado al estudio del desarrollo del movimiento sindical y de la clase obrera. La principal preocupación de los historiadores sindicales incluye el desarrollo de los sindicatos, huelgas, movimientos de protesta y acciones sindicales, relaciones laborales, y el progreso de la clase obrera y los partidos socialistas, laboristas u obreristas, así como el desarrollo social y cultural de los trabajadores. 
Los historiadores sindicales también pueden enfocarse en cuestiones específicas de la historia sindical como cuestiones de género, raza, etnias y otros factores no limitados al análisis de clase.
La Historia Sindical se ha desarrollado paralelamente al crecimiento de la conciencia del movimiento obrero, a partir del siglo XIX. Los primeros historiadores sindicales concentraron su atención en las luchas sindicales y los movimientos de protesta, desde un punto de vista esencialmente "institucional": fundamentalmente una historia de los sindicatos y los partidos políticos obreros. Exponentes de esta historia institucional son Sidney y Beatrice Webb, en Gran Bretaña, Sebastián Marotta y Diego Abad de Santillán, en Argentina; Fernando Ortiz Letelier, en Chile, Guillermo Lora, en Bolivia, etc.     
Desde los años 1950 y 1960 la historia sindical ha sido redefinida y expandida por un gran número de historiadores, como E. P. Thompson y Eric Hobsbawm en Europa, y Julio Godio en América Latina que comenzaron a prestar mayor atención a las condiciones sociales de vida y trabajo concreta de los trabajadores, así  como los entornos sociopolíticos en que se desarrollan.